# Charles Hermann Demetrio
Rev. Charles Hermann Demetrio ( EE. UU., 1845 – 1936) fue un micólogo estadounidense. Realizó recolecciones tanto de fungi como de plantas vasculares en la sierra de la Sangre de Cristo, Colorado

## Algunas publicaciones
- c.h. Demetrio. 1907. List of mosses collected in various parts of Missouri

- 1900. s.b. Buckley, e. Coemans, c.h. Demetrio. Miscellanea mycologica

- La abreviatura «Demetrio» se emplea para indicar a Charles Hermann Demetrio como autoridad en la descripción y clasificación científica de los vegetales.[3]